# Zdeněk Grygera
Zdeněk Grygera (phát âm tiếng Séc: [ˈzdɛɲɛk ˈɡrɪɡɛra]; sinh ngày 14 tháng 5 năm 1980) là một cựu cầu thủ bóng đá chuyên nghiệp người Séc. Vốn là một cựu hậu vệ, anh nổi tiếng nhờ phạm vi hoạt động, khả năng cạnh trang và sự cơ động, thường chơi ở các vị trí hậu vệ lùi sâu, hậu vệ cánh hoặc tiền vệ đá cánh phải, dù cho có thể chơi ở biên trái hoặc đá trung vệ; mặc dù phòng ngự chắc chắn, anh cũng được biết tới với khả năng tịnh tiến bóng và lối chơi bao sân tốt toàn diện của mình.

## Sự nghiệp cấp câu lạc bộ

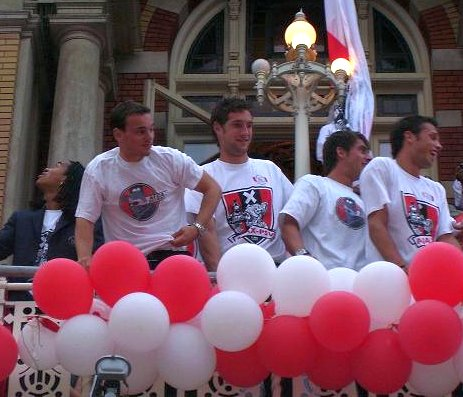
Grygera (đứng thứ 4 từ trái sang, bên cạnh Urby Emanuelson, Wesley Sneijder, Maarten Stekelenburg, and John Heitinga) trong màu áo Ajax giai đoạn 2003–2007.

### Đầu sự nghiệp
Grygera khởi nghiệp chơi bóng tại Petra Drnovice trước khi chuyển sang thi đấu cho câu lạc bộ Sparta Prague.

### Ajax
Tháng 7 năm 2003, anh được câu lạc bộ Ajax của Hà Lan ký hợp đồng với một mức phí không được tiết lộ, được cho là rơi vào khoảng 3,5 triệu euro. Anh có bàn thắng đầu tiên cho câu lạc bộ vào tháng 9 năm 2004, trong trận thắng hủy diệt 5–0 trong chuyến làm khách của Den Bosch. Anh sớm trở thành người hùng của các cổ động viên, đặc biệt là sau khi ghi bàn vào lưới đối thủ kỵ dơ Feyenoord ở trận 'Klassieker vào tháng 4.

### Juventus
Ngày 10 tháng 1 năm 2007, giám đốc kĩ thuật của Ajax là ông Martin van Geel xác nhận rằng Grygera sẽ chuyển đến Juventus theo dạng chuyển nhượng Bosman khi hợp đồng của anh với Ajax đáo hạn vào tháng 6 năm 2007. Thương vụ chuyển nhượng được cho là diễn ra sau giải vô địch bóng đá thế giới 2006, nhưng vụ bê bối Calciopoli đã ngăn vụ chuyển nhượng diễn ra. Anh bày tỏ sự hào hứng với cơ hội với một trong những đồng đội ở tuyển Séc là Pavel Nedvěd. Nhờ có sự đa năng, anh sớm chiếm suất đá chính tại Juventus. Vào tháng 3, anh ghi bàn và sau đó kiến tạo cho David Trezeguet lập công trong chiến thắng 2–0 trước Genoa, đồng thời ghi bàn gỡ hòa cuối trận Derby d'Italia của Juve với đối thủ kình địch Internazionale vào ngày 18 tháng 4 năm 2009.

### Fulham
Mùa hè năm 2011, Grygera vẫn còn một năm hợp đồng ký với Juventus, nhưng nó đã bị hủy bởi sự đồng thuận của đôi bên vào ngày 30 tháng 8 năm 2011. ngày hôm sau, anh đầu quân cho câu lạc bộ Fulham của giải bóng đá Ngoại hạng Anh. Anh nhận áo số 26 và có trận ra mắt Fulham vào ngày 15 tháng 9 năm 2011 tại UEFA Europa League chạm trán Twente. Grygera bị đứt dây chằng chéo trong một trận đấu tại giải Ngoại hạng gặp Tottenham Hotspur vào ngày 6 tháng 11 năm 2011, làm anh phải nghỉ dưỡng thương cho đến hết mùa.
Hợp đồng của Grygera với Fulham được gia hạn đến cuối mùa giải 2011–12. Huấn luyện viên của Fulham là ông Martin Jol cho hay "Hi vọng là cậu ấy có thể chứng tỏ được mình ngay trước khi hết tháng 8. Nếu cậu ấy chứng minh mình phù hợp tôi sẽ muốn giữ cậu ấy."
Ngày 6 tháng 12 năm 2012, Martin Jol xác nhận rằng Grygera đã quyết định treo giày thay vì tiếp tục chơi bóng.

## Sự nghiệp cấp đội tuyển
Vốn là cựu cầu thủ của tuyển trẻ Séc, Grygera đã khoác áo tuyển Cộng hòa Séc thi đấu tại giải vô địch bóng đá châu Âu 2004, giải vô địch bóng đá thế giới 2006 và giải vô địch bóng đá châu Âu 2008. Tại giải vô địch thế giới 2006, Grygera đã chạy và tạt pha kiến tạo cho Jan Koller ghi bàn mở tỉ số trong trận đầu tiên của Séc với tuyển Mỹ, giúp Séc thắng 3–0.
Tại giải vô địch châu Âu 2008, Grygera đã dính phải một pha va chạm thô bạo bởi tiền đạo Alexander Frei bên phía tuyển Thụy Sĩ trong nửa hiệp đầu tiên của trận mở màn giải, làm cho dây chằng đầu gối của Frei bị rách và buộc anh phải bỏ lỡ hết giải. Anh là nhân tố thường xuyên trong đội hình tuyển Séc trong chiến dịch vòng loại giải vô địch bóng đá thế giới 2010, anh góp mặt trong 6 trên 10 trận đấu nhưng không đủ để giúp tuyển Séc giành vé dự vòng chung kết vô địch thế giới lần thứ hai liên tiếp. Grygera có lần ra sân thứ 65 và cuối cùng trong màu áo tuyển quốc gia vào tháng 10 năm 2009.

## Danh hiệu
Sparta Prague
- Gambrinus Liga: 2000–01, 2002–03

Ajax
- Eredivisie: 2003–04
- Cúp KNVB: 2005–06, 2006–07
- Johan Cruijff Shield: 2005